# Trento (Agusan del Sur)
Trento, oficialment municipi de Trento (en cebuà Lungsod sa Trento; en filipino Bayan ng Trento), és un municipi de la província d'Agusan del Sur a la regió XIII o Caraga, de les Filipines. La població era de 51.565 habitants al cens de 2015.
Trento era antigament un barri de Bunawan anomenat Bahayan (referint-se al palangre de plom d'una xarxa de pesca). El 15 de juny de 1968, esdevingué un municipi separat per la llei No. 5283. El nom de la ciutat deriva del Concili de Trento.